# Grease (film)
Grease – amerykański musical filmowy z 1978 roku w reżyserii Randala Kleisera, zrealizowany według musicalu scenicznego o tym samym tytule. Film doczekał się sequela Grease 2 (1982) i spin-offu w postaci serialu Grease: Rise of the Pink Ladies (2023).

## Fabuła
Sandy Olsson (Olivia Newton-John), dobrze wychowana i nieco naiwna nastolatka, podczas wakacji w Kalifornii w 1958 poznaje wrażliwego i przystojnego Danny’ego Zuko (John Travolta). Dziewczyna ma wkrótce wrócić z rodzicami do Australii, dlatego przed rozstaniem z chłopakiem przysięgają sobie miłość. Sandy jednak zostaje w USA i zaczyna naukę w liceum Rydell High, gdzie spotyka Danny’ego. Chłopak okazuje się liderem młodzieżowego gangu T-Birds, w którym uchodzi za cwaniaka i bawidamka. Sandy mocno przeżywa zawód miłosny, ale żeby znów zdobyć serce ukochanego, dołącza do żeńskiej grupy Pink Ladies. Oboje darzą się tak silnym uczuciem, że w końcu zostają parą.

## Produkcja
Film jest ekranizacją musicalu Grease. Ralph Bakshi początkowo chciał stworzyć film animowany na podstawie spektaklu, jednak współtwórca filmu – Jim Jacobs – nie był do tego przekonany, zwłaszcza że na potrzeby animacji chciano nieco zmienić fabułę i uśmiercić Danny’ego Zuko. Prawa do ekranizacji ostatecznie wykupił Allan Carr, który stworzył film z udziałem aktorów, ale zamieścił animację w czołówce Grease.
Film został nakręcony w ciągu dwóch miesięcy w Los Angeles. Olivia Newton-John początkowo odmówiła przyjęcia roli Sandy, uznając, że jest za stara do roli nastoletniej bohaterki, później jednak zgodziła się na występ w filmie. Do roli Danny’ego Zuko rozważano Henry’ego Winklera, jednak aktor odrzucił propozycję. Rolę powierzono Johnowi Travolcie, który miał już na koncie występ w broadwayowskiej wersji Grease, w której zagrał Doody’ego. W postać Anioła miał wcielić się Elvis Presley, który jednak zmarł w trakcie kręcenia filmu; rolę ostatecznie otrzymał Frankie Avalon. W dniu śmierci Presleya kręcono scenę, w której Rizzo śpiewa piosenkę „Look at Me, I’m Sandra Dee” zawierającą nawiązanie m.in. właśnie do Elvisa. Epizodyczną rolę w filmie zagrała Ellen Travolta, siostra odtwórcy głównej roli.
Wersja filmowa różni się od musicalu kilkoma szczegółami. Na potrzeby filmu powstały cztery nowe utwory, które nie pojawiły się w libretto, tj. „Hopelessly Devoted to You”, „Grease Is the Word”, „Sandy” i „You’re the One That I Want”. Ostatni z utworów został w ostatniej chwili dopisany na potrzeby filmu, na miejsce piosenki „All Choked Up”, która kończyła teatralną wersję musicalu. Mimo że w scenicznej wersji musicalu utwór „Greased Lightnin’” wykonuje Kenickie, w filmie piosenkę zaśpiewał nie Jeff Conaway (odtwórca roli), a John Travolta, który wymógł na produkcji zmianę wykonawcy, na co otrzymał zgodę. Planowano także, by ten utwór wykonał w filmie zespół The Beach Boys.

## Obsada
- John Travolta – Danny Zuko
- Olivia Newton-John – Sandy Olsson
- Stockard Channing – Betty Rizzo
- Jeff Conaway – Kenickie
- Didi Conn – Frenchy
- Jamie Donnelly – Jan
- Dinah Manoff – Marty Maraschino
- Michael Tucci – Sonny LaTierri
- Barry Pearl – Doody
- Kelly Ward – Putzie
- Sid Caesar – Coach Calhoun
- Eve Arden – Principal McGee
- Dody Goodman – Blanche
- Alice Ghostley – Mrs Mursdoc
- Edd Byrnes – Vince Fontaine
- Frankie Avalon – Teen Angel
- Annette Charles – Cha Cha DiGregorio
- Eddie Deezen – Eugene Felnic
- Lorenzo Lamas – Tom Cushin
- Dennis Stewart – Leo
- Joan Blondell – Viol

## Ścieżka dźwiękowa

### Side 1
1. „Grease” – Frankie Valli (3:23)
2. „Summer Nights” – John Travolta / Olivia Newton-John (3:36)
3. „Hopelessly Devoted to You” – Olivia Newton-John (3:00)
4. „You’re the One that I Want” – John Travolta and Olivia Newton-John (2:47)
5. „Sandy” – John Travolta (2:30)

### Side 2
1. „Beauty School Dropout” – Frankie Avalon (4:02)
2. „Look at Me, I’m Sandra Dee” – Stockard Channing (1:38)
3. „Greased Lightnin’” – John Travolta / Jeff Conaway (3:12)
4. „It’s Raining on Prom Night” – Cindy Bullens (2:57)
5. „Alone at a Drive-In Movie” (2:22)
6. „Blue Moon” – Sha Na Na (4:02)

### Side 3
1. „Rock n’ Roll is Here To Stay” – Sha Na Na (2:00)
2. „Those Magic Changes” – Sha Na Na (2:15)
3. „Hound Dog” – Sha Na Na (1:23)
4. „Born to Hand Jive” – Sha Na Na (4:39)
5. „Tears on My Pillow” – Sha Na Na (2:06)
6. „Mooning” – Louis St. Louis i Cindy Bullens (2:12)

### Side 4
1. „Freddy, My Love” – Cindy Bullens (2:40)
2. „Rock n’ Roll Party Queen” – Louis St. Louis (2:08)
3. „There Are Worse Things I Could Do” – Stockard Channing (2:18)
4. „Look At Me, I’m Sandra Dee” (Reprise) – Olivia Newton-John (1:20)
5. „We Go Together” – John Travolta / Olivia Newton-John (3:14)
6. „Love Is a Many Splendored Thing” (2:22)
7. „Grease” (Reprise) – Frankie Valli (3:23)